# 蟹江町立蟹江北中学校
蟹江町立蟹江北中学校（かにえちょうりつ かにえきたちゅうがっこう）は、愛知県海部郡蟹江町にある公立中学校。

## 概要
- 蟹江町立須西小学校校区、蟹江町立学戸小学校校区の生徒が通学する。[1]。
- 校区内の遠隔地から通学する生徒には自転車通学が認められている。

## 沿革
- 1980年（昭和55年）
  - 4月 - 開校。
  - 7月 - プールが完成する。
- 1989年（平成元年）1月 - 柔剣道場が完成する。

## 交通アクセス
- おさんぽバス　オレンジコース「保健センター」バス停より徒歩約8分。
- 関西本線蟹江駅下車、徒歩約20分。

## 周辺施設
- 蟹江町立須西小学校
- 蟹江町立学戸小学校
- 東名阪自動車道蟹江IC
- 蟹江町役場